# Pedemonte (Alagna Valsesia)
Pedemonte is een plaats (frazione) in de Italiaanse gemeente Alagna Valsesia.